# سوزان بينيت جونسون
سوزان بينيت جونسون (بالإنجليزية: Suzanne Bennett Johnson)‏ هي عالمة نفس أمريكية، ولدت في 8 فبراير 1948 في جانسون سيتي في الولايات المتحدة.